# DBUs Landspokalturnering 2021-2022
La DBUs Landspokalturnering 2021-2022 è stata la 68ª edizione della coppa danese di calcio, iniziata il 3 agosto 2021 e terminata il 26 maggio 2022. Il Randers era la squadra campione in carica. La manifestazione è stata vinta dal Midtjylland, al suo secondo titolo dopo quello ottenuto tre anni prima.

## Primo turno
Partecipano 92 squadre provenienti dai livelli inferiori del campionato danese di calcio.
| Squadra 1         | Risultato       | Squadra 2       |
| ----------------- | --------------- | --------------- |
| 3 agosto 2021     |                 |                 |
| Avarta            | 1 - 3           | FA 2000         |
| Brabrand          | 0 - 0 (4-3 dtr) | Hobro           |
| Dalum             | 1 - 4           | Kolding IF      |
| Dianalund         | 0 - 8           | Roskilde KFUM's |
| FIUK Odense       | 2 - 1           | Lojt            |
| Fuglebakken       | 0 - 2           | Skive           |
| Hellerup          | 1 - 2           | B.93            |
| Holstebro         | 0 - 2           | Lyseng          |
| Marienlyst        | 3 - 0           | Sydvest         |
| Næsby             | 3 - 3 (4-5 dtr) | Fredericia      |
| Sædding/Guldager  | 1 - 4           | Horsens         |
| Skovshoved        | 0 - 4           | Hillerød        |
| Tarup-Paarup      | 0 - 1           | Slagelse        |
| Vordingborg       | 2 - 1 (dts)     | Ishøj           |
| BSF               | 0 - 2           | Roskilde        |
| Aabyhoj           | 0 - 2           | Jammerbugt      |
| Aalborg Freja     | 2 - 1           | Give Fremad     |
| Horsholm-Usserod  | 0 - 2           | Vanløse         |
| Hviding IF        | 0 - 5           | B 1913          |
| LUIF              | 0 - 9           | Frem            |
| Nørresundby       | 0 - 6           | Aarhus Fremad   |
| SfB-Oure          | 0 - 6           | Middelfart      |
| Soften GF         | 0 - 3           | Thisted         |
| Holbæk            | 2 - 0           | Næstved         |
| Nakskov           | 1 - 6           | Herlev          |
| 4 agosto 2021     |                 |                 |
| NB Bornholm       | 0 - 5           | Allerød         |
| B 1908            | 1 - 4           | Nykøbing        |
| Dollefjelde-Musse | 1 - 8           | Frederikssund   |
| Fremad Valby      | 2 - 1           | Brønshøj        |
| Kvik/Ålestrup IF  | 1 - 2           | Kjellerup       |
| Nyhavn            | 0 - 4           | Skjold          |
| Østerbro          | 0 - 9           | Lyngby          |
| Svebølle          | 1 - 0           | Greve           |
| AB Tårnby         | 2 - 2 (6-7 dtr) | Tarnby FF       |
| Varde             | 3 - 0           | B 1909          |
| Viby              | 1 - 2           | VSK Aarhus      |
| 5 agosto 2021     |                 |                 |
| Bolbro            | 1 - 5           | Esbjerg         |
| Harby Flemlose    | 0 - 3           | Fjordager       |
| Kalundborg        | 1 - 7           | AB              |
| Skibet            | 2 - 3 (dts)     | Bredballe       |
| Virum-Sorgenfri   | 1 - 2           | Nørrebro United |
| Strandby          | 1 - 6           | Vendsyssel      |
| Skalborg          | 0 - 2           | Helsted         |
| 10 agosto 2021    |                 |                 |
| Viktoria          | 0 - 5           | Fremad Amager   |
| Herstedoster      | 1 - 9           | Hvidovre        |
| 18 agosto 2021    |                 |                 |
| Helsingør         | 2 - 1 (dts)     | HB Køge         |

## Secondo turno
Partecipano le 46 squadre vincenti il primo turno e 6 squadre dalla 3F Superliga.
| Squadra 1         | Risultato       | Squadra 2     |
| ----------------- | --------------- | ------------- |
| 31 agosto 2021    |                 |               |
| Allerød           | 3 - 0           | Herlev        |
| Frederikssund     | 0 - 1           | Frem          |
| Kjellerup         | 2 - 1           | Aarhus Fremad |
| VSK Aarhus        | 3 - 2           | Thisted       |
| B 1913            | 0 - 0 (8-7 dtr) | Jammerbugt    |
| Svebølle          | 0 - 1           | FA 2000       |
| FIUK Odense       | 0 - 13          | Aalborg       |
| Marienlyst        | 3 - 1           | Slagelse      |
| B.93              | 0 - 1           | Nykøbing      |
| Kolding IF        | 2 - 1 (dts)     | Esbjerg       |
| Fremad Valby      | 0 - 4           | Vanløse       |
| Holbæk            | 1 - 2           | Fremad Amager |
| 1º settembre 2021 |                 |               |
| Bredballe         | 1 - 4           | Middelfart    |
| Hillerød          | 0 - 5           | SønderjyskE   |
| Roskilde KFUM's   | 0 - 5           | AB            |
| Tarnby FF         | 1 - 5           | Lyngby        |
| Brabrand          | 4 - 3           | Vendsyssel    |
| Roskilde          | 1 - 2           | Odense        |
| Skjold            | 1 - 3           | Helsingør     |
| 2 settembre 2021  |                 |               |
| Varde             | 0 - 8           | Horsens       |
| Fredericia        | 1 - 1 (5-3 dtr) | Viborg        |
| Skive             | 1 - 3           | Silkeborg     |
| 7 settembre 2021  |                 |               |
| Fjordager         | 2 - 3           | Lyseng        |
| Vordingborg       | 0 - 2           | Vejle         |
| 8 settembre 2021  |                 |               |
| Aalborg Freja     | 2 - 1           | Helsted       |
| Nørrebro United   | 1 - 3           | Hvidovre      |

## Terzo turno
Partecipano le 26 squadre vincenti il secondo turno e le 6 squadre migliori classificate dalla Superligaen 2020-2021.
| Squadra 1         | Risultato       | Squadra 2    |
| ----------------- | --------------- | ------------ |
| 21 settembre 2021 |                 |              |
| Brabrand          | 0 - 1           | Kolding IF   |
| Helsingør         | 0 - 3           | Odense       |
| AB                | 0 - 2           | Fredericia   |
| Lyngby            | 0 - 4           | Aalborg      |
| 22 settembre 2021 |                 |              |
| Aalborg Freja     | 1 - 1 (5-4 dtr) | Lyseng       |
| B 1913            | 3 - 4           | SønderjyskE  |
| Kjellerup         | 0 - 5           | Midtjylland  |
| Vanløse           | 3 - 4           | Vejle        |
| VSK Aarhus        | 1 - 2           | Nordsjælland |
| Fremad Amager     | 2 - 3           | Randers      |
| Nykøbing          | 3 - 0           | Copenaghen   |
| Marienlyst        | 1 - 2 (dts)     | Middelfart   |
| 23 settembre 2021 |                 |              |
| Frem              | 0 - 3           | Aarhus       |
| Horsens           | 3 - 2           | Silkeborg    |
| Allerød           | 1 - 8           | Brøndby      |
| 29 settembre 2021 |                 |              |
| FA 2000           | 0 - 3           | Hvidovre     |

## Ottavi di finale
| Squadra 1       | Risultato       | Squadra 2   |
| --------------- | --------------- | ----------- |
| 19 ottobre 2021 |                 |             |
| Kolding IF      | 2 - 2 (6-5 dtr) | Nykøbing    |
| 26 ottobre 2021 |                 |             |
| Fredericia      | 1 - 2           | Hvidovre    |
| Horsens         | 1 - 3 (dts)     | Vejle       |
| 27 ottobre 2021 |                 |             |
| Middelfart      | 0 - 4           | Randers     |
| Nordsjælland    | 1 - 4 (dts)     | Odense      |
| Aarhus          | 0 - 2 (dts)     | SønderjyskE |
| 28 ottobre 2021 |                 |             |
| Aalborg Freja   | 0 - 3           | Brøndby     |
| Midtjylland     | 3 - 1 (dts)     | Aalborg     |

## Quarti di finale
| Squadra 1                          | Totale          | Squadra 2   | Andata | Ritorno     |
| ---------------------------------- | --------------- | ----------- | ------ | ----------- |
| 4 dicembre 2021 / 11 dicembre 2021 |                 |             |        |             |
| Vejle                              | 6 - 3           | Kolding IF  | 5 - 1  | 1 - 2       |
| 5 dicembre 2021 / 10 dicembre 2021 |                 |             |        |             |
| SønderjyskE                        | 3 - 3 (4-3 dtr) | Hvidovre    | 1 - 0  | 2 - 3 (dts) |
| 5 dicembre 2021 / 12 dicembre 2021 |                 |             |        |             |
| Brøndby                            | 2 - 3           | Midtjylland | 0 - 2  | 2 - 1       |
| Randers                            | 2 - 3           | Odense      | 0 - 2  | 2 - 1       |

## Semifinali
| Squadra 1                      | Totale | Squadra 2   | Andata | Ritorno |
| ------------------------------ | ------ | ----------- | ------ | ------- |
| 27 aprile 2022 / 5 maggio 2022 |        |             |        |         |
| SønderjyskE                    | 1 - 5  | Odense      | 1 - 2  | 0 - 3   |
| 28 aprile 2022 / 4 maggio 2022 |        |             |        |         |
| Vejle                          | 1 - 4  | Midtjylland | 0 - 1  | 1 - 3   |

## Finale
| Arbitro: | Sandi Putros |

|                                      |                      |                                           |
| Thomasen Okosun Jebali Kadrii Larsen | Tiri di rigore 3 – 4 | Dreyer Sviatchenko Sisto Onyedika Evander |